# Dovilė Šakalienė
Dovilė Šakalienė (ur. 1 czerwca 1978 w Kownie) – litewska polityk, psycholog i dziennikarka, posłanka na Sejm Republiki Litewskiej, od 2024 minister obrony.

## Życiorys
W 1996 ukończyła szkołę średnią w Poniewieżu, a w 2001 psychologię na Uniwersytecie Wileńskim. Magisterium z psychologii prawa uzyskała w 2003 na Uniwersytecie Michała Römera. W latach 2004–2005 pracowała jako nauczycielka akademicka na tej uczelni. W latach 2004–2015 była zawodowo związana z ŽTSI, organizacją pozarządową zajmującą się prawami człowieka. Zajmowała w niej stanowiska kierownika projektu i dyrektora wykonawczego. Od 2011 zajmowała się także dziennikarstwem. Była prezenterką i producentką w stacji radiowej Žinių radijas, analityczką w litewskim oddziale portalu informacyjnego Delfi i dziennikarką akredytowaną przy Radzie Europy.
W 2016 przyjęła propozycję kandydowania do Sejmu z ramienia Litewskiego Związku Rolników i Zielonych, uzyskując w wyborach w tymże roku mandat deputowanej. W 2017 opuściła frakcję LVŽS, dołączyła do klubu poselskiego Ruchu Liberalnego, po czym jeszcze w tym samym roku przystąpiła do grupy Litewskiej Partii Socjaldemokratycznej. Wstąpiła do LSDP; z ramienia socjaldemokratów z powodzeniem ubiegała się o poselską reelekcję w wyborach w 2020 i 2024.
W grudniu 2024 objęła funkcję ministra obrony w nowo utworzonym rządzie Gintautasa Paluckasa.